# Miasta Erytrei
Według danych oficjalnych pochodzących z 2010 roku Erytrea posiadała ponad 20 miast o ludności przekraczającej 8 tys. mieszkańców. Stolica kraju Asmara jako jedyne miasto liczyło ponad pół miliona mieszkańców; 1 miasto z ludnością 100÷500 tys.; 2 miasta z ludnością 50÷100 tys.; 7 miast z ludnością 25÷50 tys. oraz reszta miast poniżej 25 tys. mieszkańców.

## Największe miasta w Erytrei
Największe miasta w Erytrei według liczebności mieszkańców (stan na 2010):
| L.p. | Miasto     | Region                      | Liczba ludności |
| ---- | ---------- | --------------------------- | --------------- |
| 1.   | Asmara     | Centralny                   | 649 707         |
| 2.   | Keren      | Anseba                      | 146 483         |
| 3.   | Tesenej    | Gasz-Barka                  | 64 889          |
| 4.   | Mendefera  | Południowy                  | 63 492          |
| 5.   | Agordat    | Gasz-Barka                  | 47 482          |
| 6.   | Asab       | Południowy Morza Czerwonego | 39 656          |
| 7.   | Massaua    | Północny Morza Czerwonego   | 36 700          |
| 8.   | Addi Kuala | Południowy                  | 34 589          |
| 9.   | Senafe     | Południowy                  | 31 831          |
| 10.  | Dekemhare  | Południowy                  | 31 000          |

## Alfabetyczna lista miast w Erytrei
- Adi Kejh
- Addi Kuala
- Addi Tekelezan
- Afabet
- Agordat
- Areza
- Asmara
- Asab
- Barentu
- Beilul
- Dekemhare
- Edd
- Filfil
- Ghinda
- Goluj
- Hageza
- Himbirti
- Keren
- Massaua
- Mendefera
- Mersa Fatuma
- Nakfa
- Om Hajer
- Senafe
- Nefasit
- Segeneiti
- Tesenej
- Zula